# Friendly Enemies (film, 1925)
Pour plus de détails, voir Fiche technique et Distribution.
Friendly Enemies est un film américain réalisé par George Melford, sorti en 1925. Son titre éponyme de la pièce de théâtre de Samuel Shipman dont il est l'inspiration, est support de nombreuses œuvres artistiques, tant cinématographiques que théâtrales. 

## Synopsis
Deux amis de nationalité allemande, durant la Première Guerre mondiale émigrent aux États-Unis. L'un s'intègre totalement tandis que l'autre s’entête à rester loyal à une culture et à un pays qui à cette époque, est de plus en plus rejeté. Son entêtement et sa loyauté aveugle seront à l'origine de la tragédie.

## Fiche technique
- Titre : Friendly Enemies
- Réalisation : George Melford
- Scénario :  Adaptation de la pièce de Samuel Shipman
- Photographie :
- Musique :
- Pays de production :  États-Unis
- Format : Noir et blanc - 1,37:1 - Mono
- Genre : Drame
- Durée : 70 minutes
- Date de sortie : 
  - États-Unis : 16 mars 1925

## Distribution
- Virginia Brown Faire : June Block
- Joe Weber : Henry Block
- Lew Fields : Carl Pfeiffer
- Eugenie Besserer
- Jack Mulhall : William Pfeiffer
- Fred Kelsey
- Stuart Holmes : Miller
- Nora Hayden
- Frankie Bailey : rôle mineur